# 256698 Zhuzhixin
256698 Zhuzhixin è un asteroide della fascia principale. Scoperto nel 2008, presenta un'orbita caratterizzata da un semiasse maggiore pari a 2,4423248 au e da un'eccentricità di 0,1375162, inclinata di 3,25434° rispetto all'eclittica.